# Соборная Мечеть Хазрати Имам
Мечеть Хазрати Имам — соборная мечеть города Ташкента, находится в комплексе Хазрати имам. Здесь сформировался главный исламский культовый центр города, а постановка двух минаретов подчеркнула доминирующее положение мечети в структуре древнего Ташкента.

## Исторический предпосыл
В декабре 2006 года было опубликовано печати постановление «О поддержке Общественного фонда Хазрати Имам (Хастимам)». Все силы были мобилизованы для строительства соборной мечети Хазрати Имам. С момента опубликования постановления Президента до завершения строительства нового здания прошло не более двух месяцев. За сорок дней было завершено строительство мечети. В середине июля 2007 года впервые совершили пятничный намаз в новой соборной мечети города Ташкент. Мечеть Хазрати Имам была возведена в рекордно короткие сроки в связи со знаменательным событием. Исламская организация по вопросам образования, науки и культуры (ИСЕСКО) избрала Ташкент столицей исламской культуры на 2007 года. Об этом, глава ОИК (Организация Исламская конференция) Экмеледдин Ихсаноглу проинформировал письмом Президента Республики Узбекистан. В своем послании Ихсаноглу подчеркнул, что Ташкент удостоен указанной чести за большие заслуги в сохранении исламского наследия. Тем более что в этом году в узбекской столице предполагалось и свершилось проведение международной конференции на тему «Исламское наследие в Средней Азии». Организация Исламская конференция создана в 1969 году по инициативе Саудовской Аравии. ОИК — межгосударственная организация, объединяющая 57 стран, в том числе шесть членов СНГ: Азербайджан, Казахстан, Киргизию, Таджикистан, Туркмению и Узбекистан. В ходе планировочных работ были убраны так же пространства вокруг исторических зданий. Комплекс получил значительную площадь застройки и озеленения. Территория его вытянулась в восточном направлении с новой трассировкой улицы Карасарайская. Благодаря этому, создалась возможность нормального транспортного движения в районе комплекса Хазрати Имам и организация подходов к историческим памятникам. Новые сооружения комплекса — величественная мечеть Хазрати Имам и Управление мусульман Узбекистана воздвигнуты на вновь организованной восточной части территории комплекса, выходящей на магистральную улицу Карасарайская.

## Описание мечети и минаретов
Композиционно и стилистически новая мечеть не вошла в дисгармонию с древними историческими памятниками, а стала органичной частью архитектурного ансамбля Хазрати Имам. В построении главного фасада новой мечети применены традиционные приемы — плоскости портальных входов с арочными завершениями проемов дверей и окон. В планировке Соборной мечети Хазрати Имам применены многовековые традиции сочетания зимних и летних помещений, а замкнутый двор значительно расширял вместимость здания в дни праздничных богослужений. Вход в соборную мечеть находится с восточной стороны, недалеко от проезжей части. За высокими минаретами открывается фасад самого здания. Средний портал входного сооружения возвышается над правым и левыми порталами. Минареты соборной мечети Хазрати Имам сразу привлекают внимание, как градостроительные доминанты местности. Их высота составляет около 54 метров. Минарет с правой стороны построили коллективы хорезмийских мастеров под руководством Ибрахим-уста и Эркин-уста, а левый — бригада самаркандского мастера Шариф-уста. Один из минаретов был возведен за 26 дней, а другой — за 28 дней. Сама мечеть также была построена в рекордно короткие сроки.
Во дворе мечети резные колонны высотою 8,6 метров. Они вырезаны из деревьев   сандал, привезенных из Индии. Количество колонн двадцать, и они восьмигранные. Их высота помогает оградить летом двор мечети от зноя, а зимой — от стужи и осадков. Благодаря этому здесь всегда циркулирует свежий воздух. В средней части двора посажены цветы и декоративные деревья. В целом, в самой мечети для удобства большого числа верующих функционируют десять   ворот и дверей. Двое из них расположены на западной стороне — по направлению киблы. Когда многолюдно, из них удобно выйти в аллею комплекса или же для посещения исторических зданий.

## Интерьер мечети
Здание мечети п-образно и вытянуто по оси север-юг. Внутреннее пространство разбито следующим образом.
Длина основного зала для богослужения 77 метров, ширина — 22 метра, с мехрабом — 24 метра. Длина крыльев 35 метров, ширина — 25 метров. С учетом площадей айванов, здесь одновременно могут молиться более пяти тысяч человек.
В интерьере мечети выделяется величаво — торжественный мехраб и роскошный минбар — трибуна из орехового дерева.
На потолке расположены четырнадцать больших и сорок восемь маленьких люстр, внутренняя часть двойного купола рельефно орнаментирована в стиле кундаль, на круглом барабане расположены четырнадцать световых окон, таким оптимальным образом, что достигается максимально возможное освещение интерьера естественным солнечным светом и свидетельствуют о высоком мастерстве их создателей.
Внутренняя часть купола, находящегося посередине молельного зала создана не в привычной для нас круглой и глубокой форме, а представляет собой новшество в куполостроении. Внутренний купол создан в форме вытянутого эллипса, подчеркивая глубокий эффект свободы, ведь огромный купол молельни мечети Хазрати Имам держится без единой опоры, словно парит в воздухе.

## Мастера мечети
Купола и порталы мечети оформлены мастерами по мозаике во главе с Фуркатом Мансуровым, художниками-керамистами экспериментального гончарного комбината мастера своего дела: Абдувахид Мамажанов, Арслан Норматов, Виктор Ган, Виктор Холодников, Сергей Иванов — кандидат химических наук, предприниматель Махсума Масъудова, усто — мастер Абдубасит Мамажанов и мастер из Шахрисабза Базарбай Батыров.
Внимание привлекает эпиграфика на зданиях комплекса, выполненная мастерами каллиграфии Хабибуллахом Салихом, Исламбеком Мухаммадом и Абдугафуром Хакберды под редакцией Шайха Абдулазиза Мансура.
Резьбу по дереву в комплексе Хазрати Имам, в том числе в новой мечети выполнили мастера из Ташкента, Коканда и Хорезма. Айваны и колонны, украшающие мечеть, изготовлены искусными резчиками по дереву, во главе с народным мастером Узбекистана Мухаммадали Юнусовым из Коканда, мастерами своего дела: Адилжан Шеркулов, Захиджан Туйчиев,Закиржан Маматкулов, Касымжан Юлдашев, АбдужаббарХужаматов. В оформлении колонн помогли ученики народного мастера Узбекистана — Хайитмата Багибекова из Хорезма.
Резные двери, окна и решетки изготовили и установили народные мастера Хасан Адылов, Сиражиддин Рахматуллаев, мастера резьбы по дереву Хусан Ганиев, Таир Файзуллаев, Абдукарим Сайдалиев, Хайриддин Инагамов, Кахраман Валиев со своими учениками.
Витражи устанавливали художники Хуршид Назаров и Агзамходжа Аскаров, металлические части дверей изготовлены Шарафиддином Низамовым.

## Эпиграфика мечети
Надпись на правом входном западном портале:
"Скажи моим рабам, которые уверовали: «Бойтесь вашего Господа! Тем, которые творили добро в этом мире, уготовано добро. Земля Аллаха обширна. Воистину, терпеливым их награда воздастся полностью безо всякого счета!» (Сура Толпы, 10).
Надпись на левом входном портале:
«Аллаху принадлежит то, что на небесах, и то, что на земле, дабы Он воздал злодеям за то, что совершили, и воздал творившим добро Наилучшим (Раем)» (Сура Звезда, 31).
Надпись на среднем портале:
«Воистину, Аллах повелевает блюсти справедливость, делать добро и одаривать родственников. Он запрещает мерзости, предосудительные деяния и бесчинства. Он увещевает вас, — быть может, вы помяните назидание» (Сура Пчелы, 90).
Надпись на внутренней части мехраба:
«Воистину, преуспели верующие, которые смиренны во время своих намазов, которые отворачиваются от всего праздного, которые выплачивают закят» (Сура Верующие, 1-4).
Надпись на внутренней части мехраба:
«Нет Бога, кроме Аллаха, и Мухаммад Его пророк».
Надпись на боковой части мехраба:
«Помню и почитаю Аллаха! Вся похвала принадлежит Аллаху. Аллах велик».
Надпись на сводах мечети с западной стороны:
«И помогайте одни другим в благочестии и богобоязненности, но не помогайте в грехе и вражде. И бойтесь Аллаха: поистине, Аллах силен в наказании!» (Сура Трапеза, 2).